# Arena da Juventude
A Arena da Juventude também conhecida como Arena de Deodoro é uma instalação esportiva permanente construída para sediar eventos esportivos do programa dos XXXI Jogos Olímpicos de Verão que foram realizados na cidade do Rio de Janeiro entre 5 a 21 de agosto de 2016.
O empreendimento sediou competições de basquete feminino e pentatlo moderno (esgrima) no Programa Olímpico e seria sede da esgrima em cadeira de rodas no Programa Paralímpico. Faz parte da Região Deodoro que trata-se de um centro multi-esportivo com diversas instalações.
Atualmente recebe as partidas como mandante da equipe LSB-RJ válidas pela Liga de Basquete Feminino.

## Construção
A obra foi iniciada em meados de julho de 2015 e foi concluida no primeiro trimestre de 2016. Dentro de todo o custo da área Norte da Região Deodoro foram gasto R$ 643,7 milhões e foi desempenhada pela Prefeitura do Rio de Janeiro com recursos federais. O primeiro evento teste ocorreu em março de 2016

## Utilização nos Jogos Olímpicos de Verão 2016
O projeto da Arena da Juventude tem capacidade permanente de 2000 espectadores somados aos 3000 lugares temporários na realização dos Jogos Olímpicos. A Arena sediou algumas partidas da fase de grupos (preliminar) do Basquetebol Feminino e da esgrima na competição do Pentatlo moderno e as provas da Esgrima em cadeira de rodas atendendo ao cronograma paralímpico.